# Котленска планина (защитена зона)
Котленска планина е защитена зона от Натура 2000 по директивата за опазване на дивите птици. Обхваща Котленска планина. Заема площ от 99 299,8 ha.

## Граници
Границите ѝ се определят от реките Тича на север до вливането ѝ в язовир „Тича“, Стара река на запад и Луда Камчия на юг. На изток достига до Върбишкия проход между село Бероново и Върбица, продължава по пътя Върбица – село Бяла река, като включва и язовир „Тича“.
В защитената зона има 24 защитени територии – резерват, защитени местности и природни забележителности, които обхващат 1,3% от територията на зоната. Повечето защитени територии са обявени за опазване на характерен ландшафт. Резерват „Орлицата“ е обявен за опазване на първични букови гори, редки грабливи птици и уникален карстов ландшафт.

## Флора
По-голямата част от територията на планината е покрита с първични широколистни гори, главно от мизийски бук, на места примесен с обикновен габър. По-ограничено разпространение имат горите от горун, на места примесен с обикновен габър и келяв габър, смесени дъбови гори от цер и благун. В западната част на планината е установено малко находище на естествени смесени гори от бяла ела и обикновен бук. Вторичните гори и храсталаци от келяв габър имат силно ограничено разпространение в района. Останалата част от защитената зона е заета от открити пространства от пасища и селскостопански земи. Единствената влажна зона в планината е язовир „Тича“, който няма обраствания с блатна растителност. По високите части на планината се срещат варовикови скали и карстови образувания, разпръснати из целия район.

## Фауна
На територията на защитената зона са установени 182 вида птици, от които 69 вида са включени в Червената книга на България. Защитената зона е място от световно значение за гнезденето на ливадния дърдавец. Срещат се черен щъркел, осояд, орел змияр, малък креслив орел, скален орел, малък орел, сокол скитник, лещарка, полубеловрата мухоловка и среден пъстър кълвач. През защитената зона преминава най-западната част на черноморския прелетен път Виа Понтика. По време на есенен прелет преминават над 300 грабливи птици – осояд, обикновен мишелов, вечерна ветрушка и блатари. По време на миграция се среща и сив жерав. През есенно-зимния период язовир „Тича“ поддържа значителни числености на водолюбиви птици – червеногуш гмуркач, голям корморан, зеленоглава патица и други.